# Füllstand (Weinflasche)

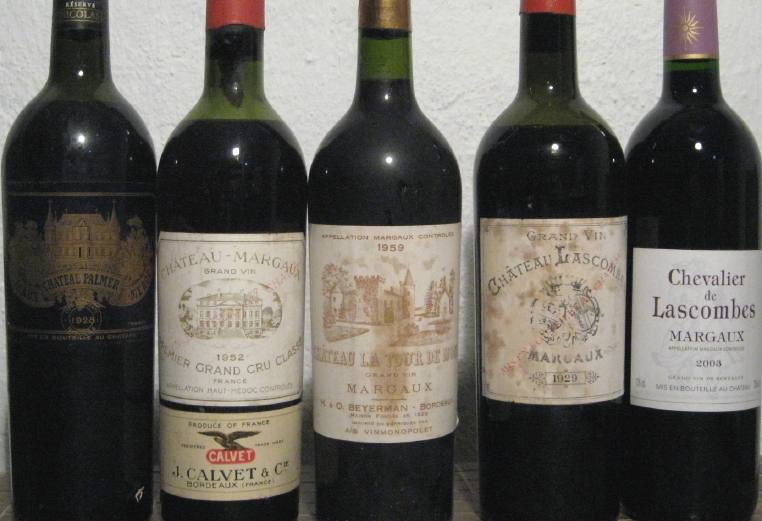
Unterschiedlich Füllstände von Bordeaux-Flaschen unterschiedlichen Alters

Unter Füllstand oder Füllniveau versteht die Önologie die Höhe des Flüssigkeitsspiegels in einer Weinflasche.

## Änderungen des Füllstandes
Bei frisch abgefüllten Flaschen ist im Flaschenhals zwischen dem Korkboden und dem Flüssigkeitsspiegel nur eine sehr kleine Menge Luft mit eingeschlossen (meist 1 cm oder weniger). Im Laufe der Lagerung kommt es dann wegen der niemals vollständig dichten Verbindung zwischen Naturkorken und Flaschenhals in der Regel zu einem geringfügigen Schwund (engl. Ullage) durch Verdunstung, denn selbst der beste Korken ist nicht so elastisch, dass er sich komplett an die mikroskopisch raue Oberfläche des Flaschenhals anschmiegt. Es kommt zu einem minimalen Gasaustausch. 
Je sorgfältiger der Wein gelagert wird und je hochwertiger der Korken ist, desto geringer und langsamer ist allerdings der Schwund. Ein mit einem hochwertigen Korken verschlossener Wein, der fachgerecht in einem Keller mit hoher Luftfeuchte gelagert wird, erleidet in den ersten zehn Jahren kaum einen nennenswerten Verlust, danach beschleunigt sich der Verlust allmählich. Ist der Schwund für das Alter des Weines allerdings auffällig hoch, ist dies meist ein Indikator für einen schadhaften Korken bzw. eine falsche Lagerung.

## Füllstand bei Bordeauxflasche
Das Füllniveau einer Weinflasche wird meistens mit den folgenden englischen Begriffen oder deren Abkürzungen bezeichnet und bezieht sich auf Flaschen vom Typ einer Bordeauxflasche:

Füllstände bei Bordeaux-Flaschen

High Fill (h.f.)
der Wein hat keinen sichtbaren Flüssigkeitsverlust erfahren.
Into Neck (i.n.)
Base Neck (b.n.)
der Weinspiegel ist noch immer die gleiche Breite wie bei der Abfüllung und nur geringfügig abgesunken (oder vom Hersteller niedrig eingefüllt wurde). Die Ware ist bedenkenlos zu kaufen oder zu trinken.
High Shoulder (h.s.)
Top Shoulder (t.s.)
der Flüssigkeitsspiegel am Beginn der Schulter einer Weinflasche. Der Spiegel verbreitert sich nur geringfügig. Dies ist akzeptabel für Weine, die älter als 20 Jahre sind.
Upper Shoulder (u.s.)
High Mid Shoulder (h.(t.)m.s.)
der Punkt zwischen „high“ und „mid shoulder“. Dies ist normal für einen über 30 Jahre alten Wein. Es besteht ein leichtes Oxidationsrisiko.
Mid Shoulder (m.s.)
der Bereich in der Mitte der Flaschenschulter, dort wo sie allmählich wieder in die Senkrechte übergeht. Dies ist ein natürlicher Schwund bei über 40 Jahre alten Weinen. Mid shoulder ist immer ein Zeichen für einen alternden Korken. Das Risiko einer Oxidation ist noch überschaubar, aber nicht unwahrscheinlich.
Low Shoulder (l.s.)
das Ende der Schulter. Dieses Füllniveau ist nur akzeptabel bei außergewöhnlich gesuchten und raren Weinen. Der Wein hätte schon vor Jahren neu verkorkt werden sollen. Es besteht ein sehr hohes Oxidationsrisiko.
Below Shoulder (b.s.)
der Punkt, an dem die Flaschenwände wieder parallel zueinander verlaufen. Das Oxidationsrisiko ist nahe 100 %.

## Füllstand bei anderen Flaschen
Bei Flaschen mit anderen Formen (z. B. Burgunder, Riesling etc.) ist die Beschreibung anhand der Schulterform schwierig oder gar unmöglich. Hier wird der Füllstand üblicherweise durch den Abstand des Weinspiegels zur Unterkante des Korkens beschrieben. Ferner gilt anzumerken, dass speziell bei Burgunderweinen das Füllniveau einer Flasche einen etwas anderen Aussagewert hat als bei einem Bordeauxwein. So deutet ein Füllstand von 7 cm bei einem über 50 Jahre alten Burgunder nur auf ein verhältnismäßig geringes Risiko hin. Ein Füllniveau unter 5 cm wäre für solch einen Wein sogar exzellent.

## Generelle Regeln
Generell gilt aber, je größer die Luftmenge in der Flasche, desto größer ist die Gefahr der Oxidation. Flaschen mit niedrigem Füllniveau können in Ausnahmefällen allerdings auch ausnehmend gut schmecken. Dies trifft allerdings fast ausnahmslos auf die größten Weine und Jahrgänge der Welt zu. 
Eine Ausnahme zur Oxidationsregel gibt es allerdings: Madeira ist ein Wein, der bereits per definitionem oxidiert ist. Hier sind Füllstände nicht so aussagekräftig wie bei anderen Weinen.

## Einfluss des Korkens
Wie alle organischen Stoffe verliert ein Korken mit zunehmendem Alter seine Geschmeidigkeit. Zwar kann ein exzellenter, langer Korken bis zu einem Jahrhundert überleben, es empfiehlt sich jedoch, eine Flasche mit defektem Korken rechtzeitig zu trinken oder neu verkorken zu lassen.
Eine Neuverkorkung kann mit entsprechendem Werkzeug selbst oder durch einen Weinhändler durchgeführt werden. Dadurch wird allerdings der Nachweis der ursprünglichen Herkunft erschwert bzw. unmöglich gemacht, wenn auch der ursprüngliche Korken zu diesem Zweck oft aufbewahrt wird. Optimal ist die Neuverkorkung des Weins durch den ursprünglichen Hersteller. Dies verlangt aber teuren logistischen Aufwand und wird von einigen Herstellern auch abgelehnt, um eine etwaige Weinfälschung nicht nachträglich zu autorisieren. Bei der Neuverkorkung wird die Flasche entweder mit ähnlichem Wein des gleichen Herstellers (optimal – wenn vorhanden – mit Wein desselben Jahrgangs) wieder auf das höchste Niveau aufgefüllt. Alternativ kann der ursprüngliche Füllstand auch durch Zugabe von sterilen Glaskugeln erreicht werden, womit der Wein in der Flasche völlig unverfälscht bleibt.

## Quelle
- Wissenswertes über die Weinlagerung